# إريك بولن
إريك بولن (بالسويدية: Erik Bohlin)‏ (و. 1897 – 1977 م) هو راكب دراجة هوائية سويدي، شارك في الألعاب الأولمبية الصيفية 1924، وركوب الدراجات في الألعاب الأولمبية الصيفية 1924 – فريق رجال سباق الزمن ‏، توفي عن عمر يناهز 80 عاماً.

## سباقات أو مراحل فاز بها
| التاريخ       | السباق                                                                  | المركز                  |
| ------------- | ----------------------------------------------------------------------- | ----------------------- |
| 01 يناير 1924 | ركوب الدراجات في الألعاب الأولمبية الصيفية 1924 – فريق رجال سباق الزمن  | المركز الثالث           |
| 01 يناير 1927 | بطولة العالم لسباق الدراجات على الطريق 1927 – سباق الطريق الفردي للرجال | الثامن في التصنيف العام |

## روابط خارجية
- إريك بولن على موقع أرشيف الدراجات (الإنجليزية)
- إريك بولن على موقع إحصائيات الدراجات الإحترافية (الإنجليزية)
- إريك بولن على موقع أوليمبيديا (الإنجليزية)
- إريك بولن على موقع اللجنة الأولمبية السويدية (السويدية)